# Тамамшев, Гавриил Иванович
Тамамшев Гавриил Иванович (годы жизни не установлены) — армянский меценат и благотворитель, купец 1-й гильдии, почётный гражданин Тифлиса и Ставрополя, коммерции советник.

## Биография
Появившись в Ставрополе в начале 30-х годов XIX века уже в ранге почётного гражданина города Тифлиса, он сразу развил бурную деятельность: построил большой дом у восточного склона Крепостной горы рядом с первым городским базаром, разбил там огромный фруктовый сад, приобрёл двухэтажную каменную лавку в Малом гостином ряду. В Тифлисе он начал строительство своего будущего дома, в котором ныне находится Драматический театр им. А. С. Грибоедова.
В начале 1840-х годов в городе Ставрополе из-за дороговизны и труднодоступности водных источников остро встал вопрос водоснабжения, о чём писал один из современников : 
Путь к Карабину источнику, кроме дальности расстояния, был довольно затруднительным, особенно в дождливое время, по неровности места и топкости грунта. Через такое неудобство водовозы изнуряли себя и рабочий скот, а жители города страдали от недостатка хорошей воды, несмотря на то, что стоимость ведра летом была 1 копейка, а в остальное время 1,5 копейки.

Для улучшения бытовых условий горожан и снижения цены на воду возникла идея создания водопровода. В 1839 году по приказу командующего войсками Кавказской линии генерала Граббе сделали нивелировку местности от родника Аульчик в начале Мутнянской долины до Гостиного ряда у Крепостной горы. Профинансировать данный проект вызвался Гавриил Тамамшев. Все работы по сооружению водопровода из гончарных труб были закончены в ноябре 1840 года, бассейн устроенный в конце водопровода у Крепостной горы, дал средство бедным горожанам безденежно пользоваться хорошею водою, а вместе с тем служил тогда одним из главных украшений города, по линии водопровода были установлены каменные колонки и небольшие бассейны, дебит поступающей воды в город в сутки составил 12 тысяч ведер. Впоследствии об открытии водопровода Гавриил Тамамшев говорил:

С каждым днём мы шли и шли вперед, и, наконец, наступило 13 ноября 1840 года, ставшее для меня самым счастливым днём. В тот день толпы народа с радостным удовольствием взирали на потоки воды, лившиеся из водопроводной трубы в устроенный каменный бассейн в самом центре Ставрополя.
Командующий Кавказской линией генерал Гурко, тогда же докладывал в Санкт-Петербург:
К благодательным и похвальным действиям почетного гражданина Ставрополя, купца 1-й гильдии Тамамшева, между прочим, относится строительство водопровода, в изобилии снабжавшего с 1840 года жителей города Ставрополя в самом центре оного превосходною водою, который проведен по каменистому грунту почти в три версты от источника, и устройство которого обошлось Тамамшеву в 45 000 рублей..
За построенный им водопровод Г. Тамамшев был награждён орденом Станислава 3-й степени и получил звание коммерции советника, о чём сообщалось в докладной записке командующего войсками Кавказской линии военному министру России в 1845 году.
В 1841году была построена Триумфальная арка, а поскольку она располагалась в районе Тифлисской заставы, откуда начинался тракт на Георгиевск и далее в Закавказье на Тифлис, то она имела и другое название — Тифлисские ворота. Строителем её был известный подрядчик купец Гавриил Тамамшев. За оказанные городу услуги, он одним из первых в г. Ставрополе получил звание почётного гражданина. По сему случаю командующий Кавказской линии генерал В. Гурко сообщал военному министру России А. Чернышеву, что 
эта общественная услуга Г. Тамамшеву стоила значительной суммы.
 В этот период им же был построен самый крупный на Кавказе военный госпиталь, то были три двухэтажных каменных корпуса, объединённых между собой арочной галереей, при госпитале была построена и церковь во имя Богоматери Радости всех Скорбящих.
В 1845-м он же возводит костёл Римско-католического общества в южной оконечности Воронцовской улицы, ныне проспект Октябрьской революции. Кроме того, жертвует значительные средства на строительство церкви святой великомученицы Варвары и Иваново-Мариинского женского монастыря.
По распоряжению наместника Кавказа М. С. Воронцова Тамамшев получил в 1846 году право поставки в течение 4 лет вина в полковые батальоны и батарейные штабы Отдельного Каказского корпуса.
3 сентября 1849 года Тамамшев заключает договор с Полевой провиантской комиссией Отдельного Кавказского корпуса, «принял на себя поставку провианта для войск Кавказского корпуса в пропорцию 1850 года в обеспечении отпущенной ему от Комиссии вперед задаточной суммы 200.792 р. серебром», представив залог в виде недвижимого имущества в городах Ставрополе (имение на сумму 19 950 рублей серебром), Тифлисе (здание на Эриванской площади стоимостью триста тысяч рублей серебром) и Екатеринодаре (мельница в пятьдесят тысяч рублей серебром).
Благотворительность была одной из черт деятельности Тамамшева. Являясь почётным жителем Тифлиса, он подарил при жизни городу свою богатейшую библиотеку, состоявшую из более чем 41 тысячи книг (в дальнейшем она стала основой при создании Тбилисской публичной библиотеки).
Оперы «Кармен» Бизе и «Чио-Чио-Сан» Пуччини впервые в Российской империи были поставлены в Тифлисском Казённом (оперном) театре Тамамшева.
Похоронен Тамамшев Гавриил Иванович в Тифлисе на родовом кладбище возле церкви Норашен.